# Alveringem
Alveringem är en kommun i Belgien.   Den ligger i provinsen Västflandern och regionen Flandern, i den västra delen av landet, 120 kilometer väster om huvudstaden Bryssel. Antalet invånare är 4 945.
Trakten runt Alveringem består till största delen av jordbruksmark. Runt Alveringem är det ganska tätbefolkat, med 60 invånare per kvadratkilometer.